# PGC 125979
LEDA/PGC 125979 ist eine Galaxie im Sternbild Jungfrau auf der Ekliptik und schätzungsweise 1,3 Milliarden Lichtjahre von der Milchstraße entfernt. Im selben Himmelsareal befinden sich unter anderem die Galaxien IC 3812, PGC 117125, PGC 117126 und PGC 1028655.